# Jaszczurnik atlantycki
Jaszczurnik atlantycki (Synodus saurus) – gatunek drapieżnej morskiej ryby skrzelokształtnej z rodziny jaszczurnikowatych (Synodontidae), o niewielkim znaczeniu gospodarczym.

## Taksonomia
Takson opisany naukowo przez Karola Linneusza w Systema Naturae (1758).

## Występowanie
Zachodnia oraz wschodnia część Oceanu Atlantyckiego, łącznie z Morzem Śródziemnym i Czarnym. W zachodnim Atlantyku występuje jedynie wokół Bahamów, Wysp Pod Wiatrem i Karaibów. Spotykany głównie na przybrzeżnych płyciznach, do 20 m głębokości, ale przynajmniej raz odnotowano go na głębokości 400 m. W odróżnieniu od jaszczurnika miedzianego częściej spotykany jest nad dnem piaszczystym lub piaszczysto-kamienistym. W wielu miejscach jest pospolity, a zasięg jego występowania się poszerza (m.in. w Morzu Adriatyckim).

## Opis

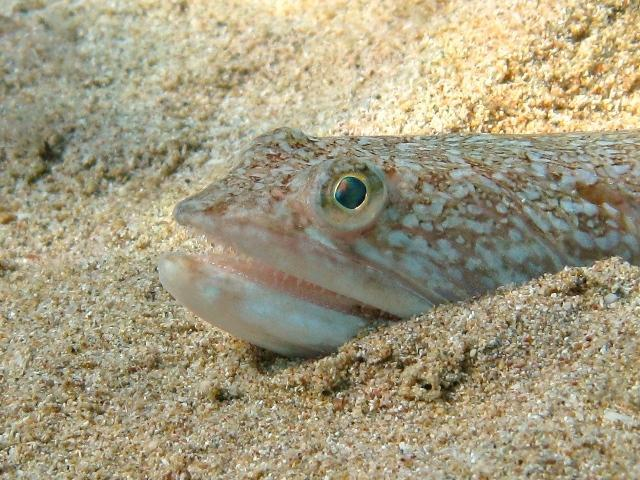
Osobnik częściowo ukryty w piasku, sfotografowany u wybrzeży Grecji

Dorasta przeciętnie do 20 cm, maksymalnie do 40 cm długości standardowej. Ma małą głowę, oczy średniej wielkości i ubarwienie grzbietu przystosowane do kamuflażu w piaszczystym dnie. Ubarwienie zmienia się stosownie do otoczenia. Dymorfizm płciowy nie jest uwidoczniony.
Żywi się małymi rybami, w tym młodymi barrakudami atlantyckimi. Częściowo zakopany w piaszczystym dnie poluje z zaskoczenia. W pogoni za zdobyczą potrafi z dużą prędkością pokonać odcinek do 5 m.

## Znaczenie gospodarcze
Gatunek poławiany na niewielką skalę w rybołówstwie oraz przez wędkarzy. Spotykany w przyłowach.